# شهرستان استفورد (کانزاس)
شهرستان استفورد، کانزاس (به انگلیسی: Stafford County, Kansas) شهرستانی در ایالات متحده آمریکا است که در کانزاس واقع شده‌است.